# Nuelson Wau
Nuelson Francisco Emanuel Wau [nʊəlson ɻaʊ] (* 17. Dezember 1980 in Geldrop-Mierlo, Niederlande) ist ein ehemaliger niederländischer Fußballspieler.

## Karriere

### Vereine
Aus der Jugend des SV Braakhuizen und PSV Eindhoven hervorgegangen wurde er 16-jährig vom Erstligisten Willem II Tilburg verpflichtet. Wau absolvierte in acht Spielzeiten für den Verein 134 Erstligaspiele und erzielte ein Tor. Sein Debüt gab er am 22. April 2000 (31. Spieltag) beim 5:3-Sieg im Heimspiel gegen VBV De Graafschap Doetinchem. Sein einziges Erstligator erzielte er am 4. März 2006 (27. Spieltag) beim 5:0-Sieg im Heimspiel gegen den FC Groningen mit dem Treffer zum zwischenzeitlichen 3:0 in der 31. Minute.
Nach kurzer Station beim Ligakonkurrenten Roda JC Kerkrade, bei dem er von Januar bis Juni 2008 nur neun Erstligaspiele bestritt, wechselte er zum zyprischen Erstligisten Nea Salamis Famagusta. Nachdem er dort zu keinem Ligaspieleinsatz gekommen war, kehrte er im Januar 2009 in die Niederlande zurück und absolvierte den Rest der Saison in Tilburg. Zur Saison 2009/10 erhielt einen Vertrag beim Zweitligisten SC Cambuur-Leeuwarden, für den er zweieinhalb Spielzeiten absolvierte. Anschließend war er noch bis zu seinem Karriereende 2018 im belgischen und niederländischen Amateurbereich aktiv.

### Nationalmannschaft
Für die Fußballnationalmannschaft der Niederländischen Antillen bestritt er zwei Länderspiele. Sein Debüt gab er am 18. Februar 2004 in Saint John’s bei der 0:2-Niederlage gegen die Auswahl Antigua und Barbuda im Hinspiel der Qualifikation zur Weltmeisterschaft 2006.
Sein vorerst letztes Länderspiel bestritt er am 18. Juni 2004 in San Pedro Sula bei der 0:4-Niederlage im Rückspiel der Qualifikation zur Weltmeisterschaft 2006 in Deutschland gegen die Auswahl Honduras’. Nuelson gehörte in dieser Zeit zu den wenigen Fußballern der Niederländischen Antillen, die sich in Europa etablieren konnten.
Im Oktober 2011 absolvierte er dann zwei weitere Länderspiele in der WM-Qualifikation, nach der zwischenzeitlichen Abspaltung der Insel von den Niederländischen Antillen allerdings für die A-Nationalmannschaft von Curaçao.